# Шубранець (річка)
Шубране́ць — річка в Україні, у межах Заставнівського району Чернівецької області та міста Чернівці. Ліва притока річки Прут.
У межах Чернівців зустрічається назва Потіт.

## Опис
Довжина 25 км, площа водозбірного басейну 205 км². Похил річки 3,4 м/км. Річкова долина завширшки 1,7 км. Заплава двостороння. Річище помірно звивисте, завширшки до 10 м. Використовується на водопостачання, зрошування. У верхній та середній течії є кілька ставків.

## Розташування
Шубранець бере початок на західних схилах Хотинської височини, на захід від села Малий Кучурів. Тече з півночі на південь, у нижній течії повертає на південний схід. Впадає у Прут в північній частині міста Чернівців (в районі Стара Жучка).
Основні притоки: Задубрівка, Мошків.
Над річкою розташоване село Шубранець і північна (лівобережна) частина Чернівців.